# Calliphona
Calliphona is een geslacht van rechtvleugeligen uit de familie sabelsprinkhanen (Tettigoniidae). De wetenschappelijke naam van dit geslacht is voor het eerst geldig gepubliceerd in 1892 door Krauss.

## Soorten
Het geslacht Calliphona omvat de volgende soorten:
- Calliphona koenigi Krauss, 1892
- Calliphona alluaudi Bolívar, 1893
- Calliphona gomerensis Pfau & Pfau, 2007
- Calliphona palmensis Bolívar, 1940